# Actarus (gruppo musicale)
Actarus è stato un gruppo musicale italiano. Sono celebri per aver scritto le sigle di UFO Robot Goldrake.

## Storia del gruppo
Il gruppo venne formato nel 1978. Si trattava di un ensemble di musicisti diretto da Vince Tempera (tastiere e sintetizzatore) e composto da Massimo Luca (chitarre acustica ed elettrica), l'ex membro degli Area Ares Tavolazzi (bassi elettrico e solista), Julius Farmer (basso elettrico), Ellade Bandini (batteria) e Renè Mantegna (percussioni). Le voci soliste erano di Fabio Concato, Michel Tadini, Dominique Regazzoni e Gianpiero Scussel, diretti da Paola Orlandi assieme al suo coro. L'autore dei testi era Luigi Albertelli. Le loro sigle di UFO Robot e Goldrake uscite su singolo nel 1978 e fortemente ispirate dalla disco music dell'epoca, ebbero grande successo in Italia. Lo stesso anno, la formazione pubblicò anche un album intitolato Atlas UFO Robot, che verrà riedito con altri brani nel 2000.

## Formazione
- Fabio Concato – voce, cori
- Alberto "Michel" Tadini – voce, cori
- Dominique Regazzoni – voce
- Gianpiero Scussel – voce
- Vince Tempera – tastiera, sintetizzatore, direzione orchestra
- Massimo Luca – chitarre, cori
- Ares Tavolazzi – basso elettrico, basso solista
- Julius Farmer – basso elettrico
- Ellade Bandini – batteria
- Renè Mantegna – percussioni
- Coro di Paola Orlandi – cori
- Paola Orlandi – direzione voci soliste e cori

## Discografia

### Album
- 1978 – Atlas UFO Robot

### Singoli
- 1978 – UFO Robot
- 1978 – Goldrake